# Heimat und Reich
Heimat und Reich (voller Titel Heimat und Reich. Monatshefte für westfälisches Volkstum) war das Zentralorgan des Westfälischen Heimatbundes während der Zeit des Nationalsozialismus.
Die Zeitschrift erschien zwischen 1934 und 1943 in insgesamt neun Jahrgängen.
In der Literaturwissenschaft gilt sie als klassisches Beispiel eines gleichgeschalteten
Publikationsorgans. Schriftleiter (heute "Chefredakteur") war Josef Bergenthal, der später Landesleiter der Reichsschrifttumskammer wurde. Herausgeber war der NSDAP-Landeshauptmann Karl-Friedrich Kolbow.
Literaturwissenschaftlern wie Renate von Heydebrand gilt die Zeitschrift als wohl „ergiebigste Quelle für die Westfalen betreffende offizielle Literaturpolitik“ dieser Zeit.